# Bruguiera gymnorrhiza
Bruguiera gymnorrhiza (L.) Lam. ex Savigny, 1798 è una pianta della famiglia Rhizophoraceae, diffusa nelle mangrovie dell'oceano Indiano e del Pacifico occidentale.